# العربة 1
العربة 1 وهي سيارة تصنف ضمن فئة السيارات الفخمة والرياضية، يتم التصنيع لأجزاء السيارة الداخلية مع الغطاء الخارجي بواسطة مجموعة العربة السعودية وتجميعها أيضاً يكون في السعودية، أما التعديلات فتتم من قِبل شركة دي سي ديزاين الهندية. تعتبر السيارة أول سيارة وطنية سعودية، وقد تم اكتمال المشروع في 2003 وتم عرض السيارة في معرض جنيف الدولي للسيارات. لقد تم تصنيع السيارة بواسطة م. فوزي أيوب صبري  وديليب شابريه ، الذين أسسا مشروعهما على سيارة ميتسوبيشي لانسر. تتنج من هذه السيارة 12 في السنة، وسعرها يصل إلى 270.000 $ ، ولذلك تعتبر هذه السيارة لذوي الدخل العالي.

## مواصفات السيارة
- المصنع: مجموعة العربة.
- التجميع:السعودية.
- الفئة:سيارة رياضية وفخمة.
- النوع:مركبة مقفلة (كوبيه)، بابين.
- التصميم:محرك أمامي، أربع كفرات.
- المحرك:1.5 L 1468 cc مستقيم-4 تيربو (محرك شبيه لمحرك ميتسوبيشي)  .
- الطول:4,572 مم.[9]
- العرض:2,032 مم.[9]
- الارتفاع:1,270 مم.[9]
- الوزن:.2,250 كجم.[9]
- المصمم:فوزي أيوب صبري، ديليب شابريه.
- سيارة شبيهه:ميتسوبيشي لانسر.[10]

## وصلات خارجية
- شركة العربة.
- شركة دي سي ديزاين (يتطلب برنامج فلاش).
- صورة للسيارة
- صور أخرى للسيارة
- معرض جنيف الدولي سنة 2003.